# Liste der denkmalgeschützten Objekte in Münchendorf
Die Liste der denkmalgeschützten Objekte in Münchendorf enthält die 8 denkmalgeschützten, unbeweglichen Objekte der Gemeinde Münchendorf.

## Denkmäler
| Foto |                 | Denkmal                                                                                                   | Standort                                    | Beschreibung | Metadaten |
| ---- | --------------- | --- | ------------------------------------------- | --- | --- |
| ja   | Datei hochladen | Gräberfeld Drei Mahden HERIS-ID: 112229 Objekt-ID: 130302                                                 | Drei Mahden Standort KG: Münchendorf        | Archäologische Ausgrabungsstätte eines Hauses aus der Lengyel-Kultur um 4800 vor Christus. Die Grabungen erfolgten 1995.                                                                      | BDA-Hist.: Q37829739 Status: Bescheid Stand der BDA-Liste: 2025-06-30 Name: Gräberfeld Drei Mahden GstNr.: 1547/2, 1541/1, 1545/1, 1547/1, 1545/2, 1546, 1542/2                                     |
| ja   | Datei hochladen | Pfarrhof mit Portal und Scheune HERIS-ID: 69977 Objekt-ID: 83077                                          | Hauptstraße 35 Standort KG: Münchendorf     | 1742 bis 1750 erbauter zweigeschoßiger Bau mit Steingewändefenstern | BDA-Hist.: Q38123674 Status: § 2a Stand der BDA-Liste: 2025-06-30 Name: Pfarrhof mit Portal und Scheune GstNr.: 257                                                                                 |
| ja   | Datei hochladen | Bürgerhaus, Salontrakt HERIS-ID: 45914 Objekt-ID: 47448                                                   | Himbergerstraße 4 Standort KG: Münchendorf  | 1850 unter Franz Xaver Felbermeier errichteter Anbau mit spätbiedermeierlicher Malereiausstattung im Inneren                                                                                  | BDA-Hist.: Q38018157 Status: Bescheid Stand der BDA-Liste: 2025-06-30 Name: Bürgerhaus, Salontrakt GstNr.: 34/1                                                                                     |
| ja   | Datei hochladen | Pestsäule HERIS-ID: 69978 Objekt-ID: 83078                                                                | bei Kirchenplatz 4 Standort KG: Münchendorf | Säule mit Pietà-Gruppe, umgeben von weiteren Heiligenfiguren, bezeichnet 1709 | BDA-Hist.: Q38123685 Status: § 2a Stand der BDA-Liste: 2025-06-30 Name: Pestsäule GstNr.: 1270/1 |
| ja   | Datei hochladen | Kath. Pfarrkirche hl. Leonhard und ehem. Friedhofsfläche samt Ummauerung HERIS-ID: 50282 Objekt-ID: 55093 | bei Kirchenplatz 5 Standort KG: Münchendorf | 1773 bis 1774 nach Plänen von Franz Anton Pilgram erbauter barock-klassizistischer Saalbau mit Fassadenturm                                                                                   | BDA-Hist.: Q2082847 Status: § 2a Stand der BDA-Liste: 2025-06-30 Name: Kath. Pfarrkirche hl. Leonhard und ehem. Friedhofsfläche samt Ummauerung GstNr.: 254, 253 Saint Leonard Church (Münchendorf) |
| ja   | Datei hochladen | Bildstock HERIS-ID: 87724 Objekt-ID: 102150                                                               | Standort KG: Münchendorf                    | Toskanische Säule auf kreisförmigem Stufenpostament aus dem 17. Jahrhundert | BDA-Hist.: Q37721305 Status: § 2a Stand der BDA-Liste: 2025-06-30 Name: Bildstock GstNr.: 1650/1 |
| ja   | Datei hochladen | Friedhofskapelle und Friedhofsportal HERIS-ID: 87725 Objekt-ID: 102151                                    | Himbergerstraße 17 Standort KG: Münchendorf | Kleine Wegkapelle aus der Mitte des 18. Jahrhunderts an der Friedhofsmauer | BDA-Hist.: Q37721331 Status: § 2a Stand der BDA-Liste: 2025-06-30 Name: Friedhofskapelle und Friedhofsportal GstNr.: 329 Cemetery in Münchendorf                                                    |
| ja   | Datei hochladen | Gesamtanlage Schlosspark Laxenburg HERIS-ID: 95975 Objekt-ID: 111394                                      | Standort KG: Münchendorf                    | Der Schlosspark von Laxenburg, in dem man das Alte Schloss, den Blauen Hof, das neue Schloss sowie die Franzensburg findet, wird über einen Kanal aus der Triesting in Münchendorf bewässert. | BDA-Hist.: Q64765106 Status: Bescheid Stand der BDA-Liste: 2025-06-30 Name: Gesamtanlage Schlosspark Laxenburg GstNr.: 18, 1273 Laxenburg castles                                                   |